# Carlos Colman
Carlos Alberto Colman (nacido el 2 de septiembre de 1945 en la ciudad de Santa Fe, Argentina - fallecido en 1978 en Palpalá, Jujuy) fue un exfutbolista argentino que se desempeñaba como mediocampista ofensivo. Se coronó campeón de Primera División en dos ocasiones con Rosario Central, y también lo consiguió en Colombia con Deportivo Cali. Además obtuvo el primer ascenso de Colón a la máxima categoría del fútbol argentino.

## Carrera
Inició su derrotero en fútbol profesional vistiendo la casaca sangre y luto, en su ciudad natal. Integró el plantel de Colón que obtuvo en 1965 el campeonato de Primera B y el consecuente ascenso a Primera División, por primera vez para la institución sabalera. Sus buenas actuaciones en adelante, concitaron el interés de Rosario Central, club que adquirió su pase junto a los de Agustín Balbuena y Julio Antonio Correa. Totalizó 86 partidos y 17 goles para Colón.

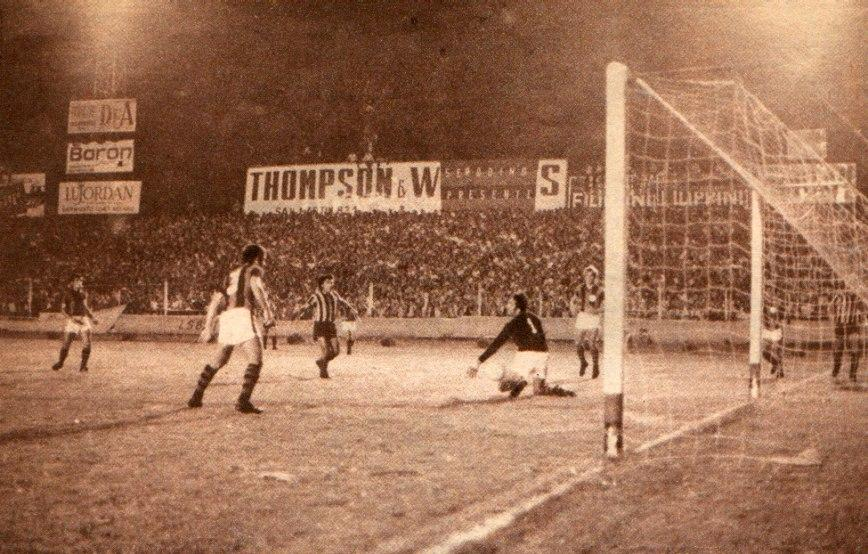
Gol de Colman que le dio el título a Central en el Nacional de 1971. Fue el 2.º del equipo, para el 2 a 1 final sobre San Lorenzo.

Su llegada al canalla se produjo en 1970; debutó en un encuentro por la Copa Argentina, con victoria de Central 4-2 sobre Huracán. Ese mismo año el conjunto rosarino obtuvo su primer subcampeonato, al caer en polémica final ante Boca Juniors, por el Nacional. Colman disputó 21 de los 22 partidos de su equipo, erigiéndose como baluarte en el funcionamiento ofensivo canalla. El año 1971 marcaría las consagraciones del equipo en el Nacional y la suya propia como jugador insustituible en el cuadro auriazul. El conjunto dirigido por Ángel Labruna obtuvo el primer título para la institución en Primera División de AFA, al vencer en la final a San Lorenzo de Almagro, el 22 de diciembre, por 2-1. Colman fue el autor del gol que le confirió el campeonato a Central, cuando al minuto 23 de juego, remata una jugada elaborada por Aldo Poy con un desborde por izquierda. Continuarían las buenas campañas, las participaciones por Copa Libertadores, hasta la llegada de un nuevo título, el Nacional 1973, bajo la conducción de Carlos Timoteo Griguol, ya sin tanta participación por parte de Colman. Dejó Central habiendo disputado 148 encuentros, convertido 14 goles y obtenido 2 títulos.   Además se hizo presente en la red en el clásico rosarino disputado el 22 de septiembre de 1971, válido por el Metropolitano, marcando al minuto '80 el tanto de la victoria 2-1 ante el eterno rival en el Parque.
En 1974 emigró al fútbol colombiano para vestir la casaca de Deportivo Cali. Allí extendería su racha de conquistas, obteniendo el título de Primera División, el quinto para el cuadro azucarero, disputando 35 partidos y convirtiendo 2 goles.
Sus últimos pasos por el fútbol profesional los dio en Platense, club en el que llegó a jugar 6 partidos durante 1977.

## Clubes
| Club            | País      | Año       |
| --------------- | --------- | --------- |
| Colón           | Argentina | 1964-1969 |
| Rosario Central | Argentina | 1970-1973 |
| Deportivo Cali  | Colombia  | 1974      |
| Platense        | Argentina | 1977      |

## Selección Argentina
Disputó un único encuentro con la casaca albiceleste; fue en un partido amistoso ante Paraguay, disputado en Salta y que finalizó 0-0. El entrenador de la albiceleste era Juan José Pizzuti.

### Participaciones en la Selección
| Instancia | Sede  | Fecha      | Rival    | Resultado |
| --------- | ----- | ---------- | -------- | --------- |
| Amistoso  | Salta | 25-05-1972 | Paraguay | 0-0       |

## Palmarés
| Título           | Equipo                | País      | Año    |
| ---------------- | --------------------- | --------- | ------ |
| Primera B        | C.A. Colón            | Argentina | 1965   |
| Primera División | C. A. Rosario Central | Argentina | N-1971 |
| Primera División | C. A. Rosario Central | Argentina | N-1973 |
| Primera A        | Deportivo Cali        | Colombia  | 1974   |

## Fallecimiento
Colman tuvo un accidente cerca de Palpalá a 10 km de San Salvador de Jujuy. Estaba jugando en Altos Hornos de Zapla, de Palpalá en la Provincia de Jujuy. Volcó con su auto una mañana cuando iba a un entrenamiento.